# Ludwigia latifolia
Ludwigia latifolia är en dunörtsväxtart som först beskrevs av George Bentham, och fick sitt nu gällande namn av Kanesuke Hara. Ludwigia latifolia ingår i släktet ludwigior, och familjen dunörtsväxter. Inga underarter finns listade i Catalogue of Life.